# Kernwortschatz
Kernwortschatz (core vocabulary, vocabulaire central oder essentiel) ist ein ursprünglich in der Frequenzforschung beheimateter Terminus der didaktischen Lexikographie. 
Nachbarbegriffe sind Grundwortschatz, Aufbauwortschatz u. a. m. 
Es handelt sich jeweils um lexikalische Minima, die aus den zentralen Anteilen des lexikalischen Diaregisters mithilfe der Vermessung von Frequenz (Häufigkeit), Dispersion (Verbreitung) und Disponibilität (Verfügbarkeit) gezogen werden. Die Ziehung umfasst möglichst alle sprachlichen Register und relevante diatopische, diastratische und diaphasische Varietäten, und zwar die mündlichen (Sprechsprache) wie die schriftlichen (verschriftete Sprache). 
Die Korpuskonstruktion der Computerlinguistik hat die Frequenzforschung durch die enorme Erweiterung von erfassbaren und verarbeitbaren Datenmengen auf neue Grundlagen gestellt und den Aussagen neue und hohe Reliabilität gegeben: "In order to have an accurate listing of  the top 5,000 words in Spanish, the first step is to create a robust and representative corpus of Spanish. In terms of robustness, our 20,000,000 word corpus is twenty times larger than that of..." (Davies 2006, 2) und weiter: "... this corpus is the first to have a good balance of texts from both Latin America and Spain" (ebd. 3). 
Während die im deutschen Sprachraum erstellten Grundwortschatzlisten zumeist unterhalb eines Frequenzranges von 2000 bleiben und hierauf einen sog. Aufbauwortschatz von ca. 2500 Einträgen setzen (vgl. Nickolaus 1967, 11), zielt der Begriff Kernwortschatz auf einen Rang von 5000 (Matoré 1963, préface). 
Nachteile der rein computerbasierten Selektion didaktischer Wortkorpora lassen sich darin erkennen, dass diese nicht spezifische Situationen berücksichtigen, die in der Realität des in der Zielsprache zu führenden Unterrichts bzw. im Klassenraumgespräch eine Rolle spielen: Worte wie sp. pizarra 'Tafel', tiza 'Kreide' usw. sind im Frequency Dictionary Spanish (Davies 2006) nicht verzeichnet. Um diesen Mangel auszugleichen, konstruiert der Kernwortschatz der romanischen Mehrsprachigkeit (vgl. Meißner 2015) sein Korpus sowohl aus den klassischen Grundwortschatzlisten der Zielsprachen Französisch, Italienisch, Portugiesisch und Spanisch als auch aus den entsprechenden Frequency Dictionaries des Routledge-Verlages, die methodisch auf der Grundlage der von Davies gezeigten Kriterien prozedieren.